# Archanara insoluta
Archanara insoluta là một loài bướm đêm trong họ Noctuidae.